# Cheilopallene nodulosa
Cheilopallene nodulosa is een zeespin uit de familie Callipallenidae. De soort behoort tot het geslacht Cheilopallene. Cheilopallene nodulosa werd in 1987 voor het eerst wetenschappelijk beschreven door Hong & Kim. 